# Scalene
Scalene é uma banda brasileira de rock e stoner rock formada em Brasília em 2009. Originalmente um quinteto composto por Alexia Fidalgo (voz), Gustavo Bertoni (voz, guitarra), Tomás Bertoni (guitarra), Lucas Furtado (contrabaixo) e Philipe Nogueira (bateria), a banda permaneceu somente com Furtado e os irmãos Bertoni até o seu hiato em 2022, e anunciando o seu retorno em 2025.
Lançaram entre 2010 e 2015 os seus primeiros projetos independentemente: um EP homônimo (2010), o seu álbum de estreia, Cromático (2012), e os álbuns Real/Surreal (2013) e Éter (2015). Os dois últimos foram relançados pela SLAP, gravadora com a qual assinaram depois da sua participação na segunda temporada do programa brasileiro Superstar, do qual foram vice-campeões. Enquanto uma canção de Real/Surreal, "Amanheceu", foi certificada com disco de ouro pela Pro-Música Brasil (PMB), Éter rendeu em 2016 à banda o Grammy Latino de Melhor Álbum de Rock em Língua Portuguesa. Em 2017, o seu quarto álbum de estúdio, Magnetite, foi lançado, marcando uma exploração sonora do grupo. Em 2019, o seu quinto álbum de estúdio, Respiro, foi lançado, explorando ainda mais a musicalidade brasileira. Em 2020, lançaram o EP Fôlego, que lhes deu a sua segunda indicação ao Grammy Latino. O seu sexto álbum de estúdio, Labirinto (2022), foi o último a ser lançado.

## História

### Formação e primeiros trabalhos (2009–2012)
Formada em Brasília no início de 2009, a banda contava com Alexia Fidalgo (vocalista) Gustavo Bertoni (guitarrista e vocalista), Tomás Bertoni (guitarrista e vocal de apoio), Lucas Furtado (baixista e vocal de apoio) e Philipe Nogueira (bateria e vocal de apoio). A idealização da banda surgiu, entretanto, em 2008, quando irmãos Bertoni planejaram gravar um cover da banda americana Mayday Parade. Furtado e Nogueira já integravam uma banda desde 2004, enquanto Fidalgo era conhecida apenas de Gustavo, diferentemente dos membros masculinos, os quais já se conheciam entre si. Dedicaram-se em 2009 a aprendizagem musical e, alguns meses mais tarde, começaram as gravações das canções "Amigo Oculto", "Começo e Fim" e um cover de "Hot n Cold", da cantora americana Katy Perry; todas as três mais tarde lançadas no MySpace, para que o público se inteirasse do som da banda. Em 2010, organizaram o próprio show de lançamento do seu EP de estreia, intitulado com o mesmo nome da banda. O evento teve mais de 600 presentes e a venda de mais de 200 EPs.
Muitos de seus primeiros shows se deram em Brasília, o que foi lhes dando experiência e fãs. Em 2011, a banda tocou em alguns festivais e fez a pré-produção de Cromático, o seu álbum de estreia, lançado em 9 de março do ano seguinte. Com o lançamento de Cromático, Scalene conquistou relevância a ponto de tocarem nos mesmos palcos em que artistas já conhecidos como Natiruts, Zeca Baleiro e Fresno. Começando a ter projeção nacional, participaram em programas como Acesso MTV e Comando em 2012. Em julho do mesmo ano, lançaram o videoclipe de "Sonhador I". Ademais, estava decidido entre os integrantes masculinos que Fidalgo sairia da banda. Após eles quatro conversarem com ela, a sua saída foi anunciada na última semana daquele mês. Após isso, regravaram cinco faixas de Cromático somente com Gustavo nos vocais para relançá-lo como um EP. Em dezembro, divulgaram o vídeo de um mashup de "Dear Rosemary", da banda americana Foo Fighters, com "Somebody That I Used to Know", do cantor belga-australiano Gotye. Intitulado "Rosemary That I Used to Know", o mashup fazia parte das apresentações ao vivo da banda até então.

### Real/Surreal, participação emSuperstareÉter(2013–2015)
O segundo álbum de estúdio da banda, nomeado Real/Surreal, foi produzido por Diego Marx e Lampadinha, e foi lançado em 14 de agosto de 2013 e antecedido pelo single "Danse Macabre. Um lançamento independente assim como seus primeiros projetos, Real/Surreal continuou a repercutir em 2014, e "Danse Macabre" passou a ser veiculada na cidade de São Paulo através da 89 FM A Rádio Rock, principal rádio do gênero no país. Em sequência, abriram alguns concertos da banda compatriota Raimundos e entraram em turnê, passando por várias cidades do país, incluindo o festival Porão do Rock em Brasília. Além disso, na mesma época o vídeo de "Surreal", single do álbum, começou a ser exibido nas principais emissoras de TV brasileiras, como MTV, Multishow e Mix TV. Em 23 de dezembro, lançaram "Trans Aparecer", parceria com a banda Supercombo, como presente de Natal para os fãs.
Em 14 e 29 de março de 2015, apresentaram-se respectivamente no festival musical South by Southwest, na cidade americana de Austin, e na edição brasileira do Lollapalooza. Em 20 de abril, "Legado" e "Histeria" foram simultaneamente lançadas como singles de Éter, álbum novamente produzido por Diego Marx e Lampadinha, seu terceiro álbum de estúdio. Em 3 de maio, o quarteto tocou "Surreal" na noite de audições da segunda temporada do programa Superstar, transmitido pela Rede Globo, alcançando 89% de aprovação. Passaram para a próxima fase, concorrendo a 500 mil reais, um contrato com a gravadora Som Livre e um carro. Escolheram o jurado Paulo Ricardo para apadrinhá-los na disputa. A página oficial da banda ficou indisponível por congestionamento por quase uma semana. Em 17 de maio, tocaram "Danse Macabre", alcançando um índice de 86%, o que os fez passar para a próxima fase. A sua página saiu do ar outra vez e converteram-se no nono artista mais visto no Vagalume. Em 19 do mesmo mês, em meio sua participação no show de talentos, Éter foi lançado, antecedido pelo single "Sublimação". Em 7 de junho, o grupo apresentou "Náufrago", canção de Éter, e passaram para a fase seguinte após obterem 77% dos votos. Em 21 de junho, eles apresentaram "Amanheceu", obtendo 86% de aprovação. No final da temporada, em 12 de julho, tocaram primeiramente "Nunca Apague a Luz", conquistando 60% dos votos, e depois "Legado", atingindo 59%. Apresentaram-se na última etapa com "A Luz e a Sombra", do álbum Real/Surreal, chegando a 55% dos votos, perdendo o primeiro lugar para a dupla Lucas e Orelha, que obteve 64%. Após a aparição em Superstar, assinaram com a SLAP, gravadora pertencente a Som Livre. A SLAP relançou os álbuns Real/Surreal e Éter em agosto daquele ano e o EP Cromático em outubro.
| Apresentações e resultados de Scalene em Superstar | Apresentações e resultados de Scalene em Superstar | Apresentações e resultados de Scalene em Superstar | Apresentações e resultados de Scalene em Superstar | Apresentações e resultados de Scalene em Superstar | Apresentações e resultados de Scalene em Superstar |
| Episódio                                           | Data de exibição original                          | Canção                                             | Percentual Total                                   | Resultado                                          |                                                    |
| -------------------------------------------------- | -------------------------------------------------- | -------------------------------------------------- | -------------------------------------------------- | -------------------------------------------------- | -------------------------------------------------- |
| Audição                                            | 3 de maio de 2015                                  | "Surreal"                                          | 89%                                                | Avançou para próxima fase                          |                                                    |
| SuperPasse                                         | 17 de maio de 2015                                 | "Danse Macabre"                                    | 86%                                                | Avançou para próxima fase                          |                                                    |
| SuperFiltro                                        | 7 de junho de 2015                                 | "Naufrágo"                                         | 77%                                                | Avançou para próxima fase                          |                                                    |
| Top 12                                             | 21 de junho de 2015                                | "Amanheceu"                                        | 86%                                                | Avançou para próxima fase                          |                                                    |
| Top 9                                              | 28 de junho de 2015                                | "Nós > Eles"                                       | 67%                                                | Avançou para próxima fase                          |                                                    |
| Top 7 (Semifinal)                                  | 5 de julho de 2015                                 | "Tiro Cego"                                        | 70%                                                | Avançou para próxima fase                          |                                                    |
| Top 4 (Final)                                      | 12 de julho de 2015                                | "Nunca Apague a Luz"                               | 60%                                                | Avançou para próxima fase                          |                                                    |
| Top 3 (Final)                                      | 12 de julho de 2015                                | "Legado"                                           | 59%                                                | Avançou para próxima fase                          |                                                    |
| Top 2 (Final)                                      | 12 de julho de 2015                                | "A Luz e a Sombra"                                 | 55%                                                | 2.º lugar                                          |                                                    |

### Ao Vivo em BrasíliaeMagnetite(2016–2018)
Em 11 de março de 2016, a banda lançou um EP de duas faixas, as inéditas "Entrelaços" e "Inércia". Em 19 do mesmo mês, gravaram o seu primeiro álbum ao vivo na Arena Lounge do Estádio Nacional de Brasília Mané Garrincha para um público de 2 mil pessoas. Intitulado Ao vivo em Brasília, o projeto foi lançado em 15 de julho, contendo faixas dos álbuns Real/Surreal e Éter e do EP Entrelaços/Inércia, além da inédita "Vultos", lançada como single do projeto em 28 de junho. No dia 17 de julho, foi divulgado pelo site 'Tenho Mais Discos Que Amigos' que o novo álbum se chamaria Magnetite e seria lançado no dia 18 de agosto pela SLAP / Som Livre. O portal adiantou também o nome das 12 faixas do álbum. Em 27 de julho, a banda compartilhou as músicas 'Ponta Do Anzol' e 'Cartão Postal' como material de divulgação. O show de lançamento oficial de Magnetite ocorreu no dia 30 de setembro no John Bull Pub em Curitiba. Na semana anterior, a banda se apresentou no Palco Mundo na sétima edição do Rock in Rio.

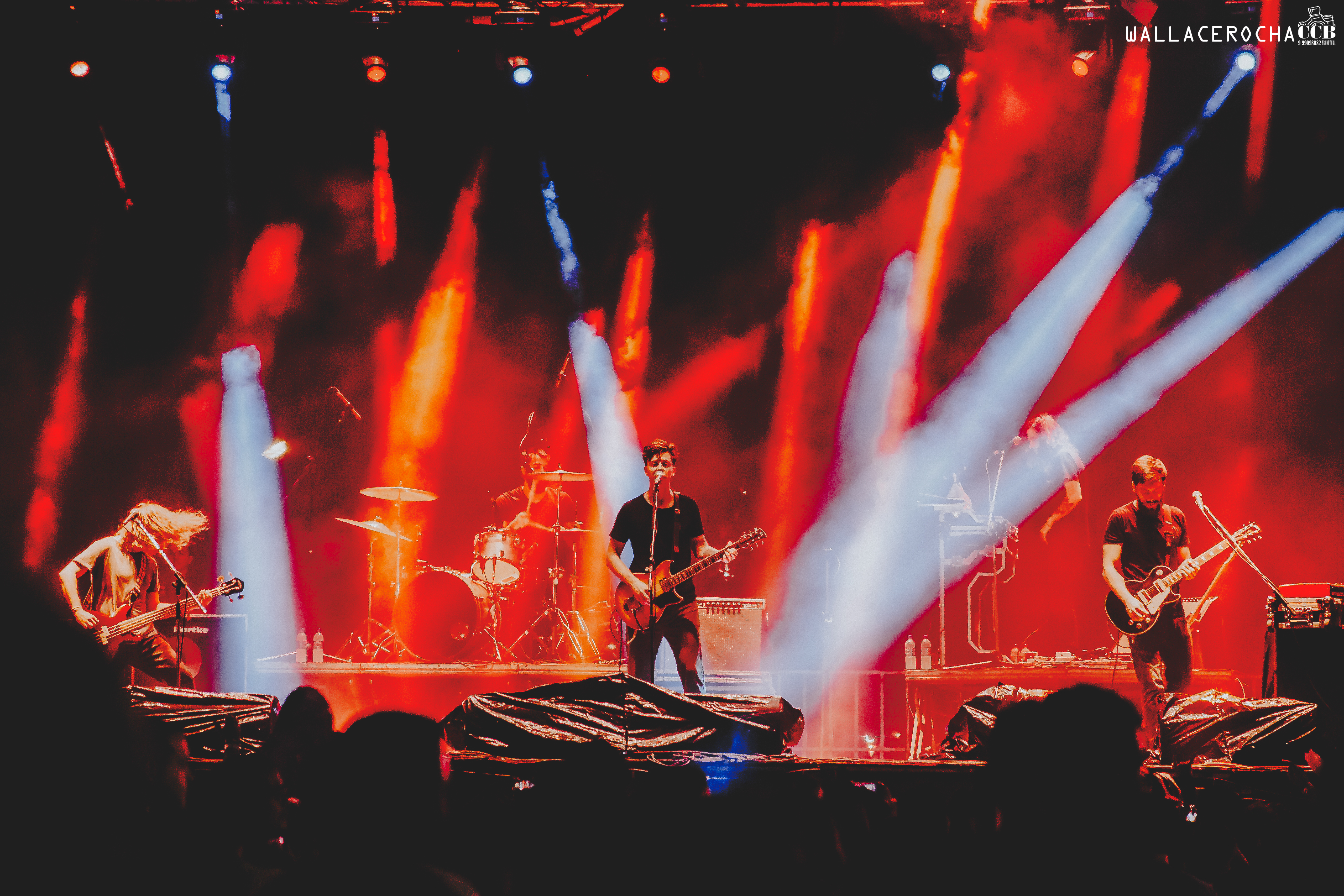
Scalene durante show no Panta no Rock Festival 2018

Em 2018, devido ao sucesso do Magnetite, a banda lança o álbum "+gnetite", que é uma continuação do ultimo álbum. O +gnetite possui 7 faixas, dessas 7 faixas, 3 – Impulso, Tempo e Zamboni – apresentam músicas inéditas de autoria de integrantes da Scalene. Outras 4 músicas – Cartão postal, Maré e Phi – são composições lançadas originalmente no álbum Magnetite e reapresentadas no EP +gnetite com o que a Scalene caracteriza como "novos olhares". Música previamente lançada pela banda no DVD Ao vivo em Brasília, Vultos completa o repertório do EP, ganhando pela primeira vez um registro de estúdio. Um fato curioso é que o título da canção Zamboni faz homenagem ao sobrenome de um fã da banda, Luana Zamboni, responsável pelo viral em que diz estar ;chapadona de riff de guitarra; após um show do Scalene. Como a faixa foi construída em riffs de guitarra, demos esse nome à ela e é uma homenagem ao nosso público;, explica Gustavo Bertoni, vocalista da banda, em nota da assessoria.
No mesmo ano, a banda fez parceria com Francisco, El hombre e lançou o single "Clareia" que ganhou um clipe que teve direção de Stéfano Loscalzo, que já trabalhou anteriormente com a banda dos irmãos Bertoni e também com o grupo Scatolove. No vídeo, as bandas se enfrentam em uma eletrizante partida de futebol de sabão. Enquanto isso, a torcida assiste ao jogo com raça, caras pintadas, cartazes e vuvuzelas.

### Protesto, Respiro e Corona Vírus (2019–presente)
Historicamente, em 2019, o Brasil estava repleto de atritos entre ideologias políticas, principalmente pela posse de Jair Bolsonaro como presidente da república. Uma das suas propostas era legalizar o armamento para a população e como forma de protesto para tal ideia, Scalene, juntamente com o rapper BK, lançam "Desarma". Sobre a inspiração da canção, o vocalista Gustavo Bertoni diz que a ideia era tentar entender minimamente o pensamento das pessoas que são a favor do armamento. “Esse assunto estava na minha cabeça no sentido do comportamento humano mesmo. Causas e consequências do medo”, reitera Gustavo ao enfatizar a proposta do single. O instrumental navega entre as características dos artistas e a experimentação com novas sonoridades, e é acompanhado por uma letra que se desenvolve pelos versos – compostos e cantados por BK – e atinge o ápice nos refrães cantados por Gustavo. O encontro entre o grupo brasiliense e o rapper carioca foi extremamente produtivo. Com o tema definido e a parte instrumental gravada, ambos se encontraram no estúdio Casa do Mato, no Rio de Janeiro. A partir disso, o guitarrista Tomás Bertoni conta que “a gravação acabou rolando mais rápido do que imaginávamos, em poucos takes já estava pronta”.
Em julho, a banda lança o disco "Respiro", trazendo uma sonoridade bem diferente do que o grupo havia proposto nos trabalhos anteriores, o álbum precisou ser digerido pelos fãs e até mesmo pelos autores. As canções nasceram todas no violão, os arranjos incorporaram influências de post-rock, música eletrônica, R&B e trip-hop ao contexto brasileiro. “É o Scalene de uma forma que ninguém viu até agora e isso é bem empolgante para gente”, diz Lucas Furtado sobre o novo espetáculo. “A energia ainda estará lá, mas canalizada de uma forma diferente”, completa. O álbum foi eleito um dos 25 melhores álbuns brasileiros do segundo semestre de 2019 pela Associação Paulista de Críticos de Arte.
Em 2020, em virtude da Pandemia da COVID-19, os shows da banda foram cancelados e fizeram lives para ajudar instituições de caridade. Sobre a época, o guitarrista Tomás Bertoni diz rindo de nervoso "Acabei de sair de uma reunião com o contador para perguntar como faz para declarar falência". Apesar de estar exagerando um pouco a situação estava realmente complicada "Para que a gente tem CNPJ? Para emitir a nota de uma live a cada mês que deve rolar com algum cachê?", questiona Bertoni. A Scalene fazia em média 4 a 5 shows por mês, mas nem conseguiu "engatar o ano" por conta da medidas de isolamento. Sem previsão de mudança de cenário rapidamente, os músicos conversaram, fizeram algumas reduções nos custos da banda e concluíram que, apesar da crise, conseguem viver com o capital de giro e a renda dos serviços de streaming até dezembro.
Em novembro, a Scalene lançam o single "O Rio", juntamente com a banda Selvagens à Procura de Lei, gravado e produzido durante a quarentena, cada integrante na sua casa. Foi produzido por Diego Marx. A canção é resultado da vontade que as duas conceituadas bandas de rock nacional tinham de gravar juntas. Gustavo Bertoni, vocalista da Scalene, conta: "Quando fomos assistir a um show do Selvagens no início deste ano ficamos intrigados com a energia que a música deles têm. Queríamos fazer algo perto da linguagem deles. Foi então que compus uma música que achei que ficaria legal no som deles e trouxemos alguns elementos nossos pra dentro disso." O lançamento tem uma melodia suave e a letra traz uma mensagem propícia à reflexão sobre as inconstâncias da vida. "Falamos bastante sobre que caminho a letra deveria seguir e meio que de forma natural e unânime quisemos falar sobre a busca interior. Essa coisa de procurar ser fiel a você, mesmo nas curvas do caminho da vida", diz Rafael Martins, dos Selvagens.

## Integrantes

#### Formação atual
- Gustavo Bertoni - voz principal, guitarra rítmica, teclados (2009–presente)
- Tomas Bertoni - guitarra, teclados, vocal de apoio (2009–presente)
- Lucas Furtado - baixo, teclados, vocal de apoio (2009–presente)

#### Ex-integrantes
- Alexia Fidalgo - voz principal (2009–2012)
- Philipe Nogueira - bateria, vocal de apoio (2009–2021)

## Discografia

#### Álbuns de estúdio
- (2013) Real / Surreal
- (2015) Éter
- (2017) Magnetite
- (2019) Respiro
- (2022) Labirinto

#### Álbuns/DVDs ao vivo
- (2016) Ao Vivo em Brasília

## Prêmios e indicações
| Ano  | Prêmio        | Categoria                                                       | Indicação | Resultado |
| ---- | ------------- | --------------------------------------------------------------- | --------- | --------- |
| 2016 | Prêmio Quem   | Melhor Banda                                                    | Scalene   | Venceu    |
| 2016 | Grammy Latino | Melhor Álbum de Rock em Língua Portuguesa                       | Éter      | Venceu    |
| 2021 | Grammy Latino | Melhor Álbum de Rock ou Música Alternativa em Língua Portuguesa | Fôlego    |           |